# Станковце (Требішов)
Станковце (словац. Stankovce) — село в окрузі Требішов Кошицького краю Словаччини. Площа села 4,41 км². Станом на 31 грудня 2016 року в селі проживало 168 жителів.

## Історія
Перші згадки про село датуються 1355 роком.
Протікає Бачковський потік.

## Населення
| Рік:            | 1994. | 2004.   | 2014.    | 2024.    |
| --------------- | ----- | ------- | -------- | -------- |
| Кількість осіб: | 177   | 189     | 164      | 136      |
| Різниця:        |       | +6,77 % | -13,22 % | -17,07 % |

| Рік:            | 2023. | 2024.   |
| --------------- | ----- | ------- |
| Кількість осіб: | 138   | 136     |
| Різниця:        |       | -1,44 % |